# 自貢灯会
自貢灯会（じこうとうえ）は、中華人民共和国四川省自貢市で1964年から開催される灯篭祭り。

## 概要
中国では、多くの地方で旧正月を祝うための飾り灯籠を掲げる習慣がある。中でも自貢は「南国の灯城」と言われ、飾り灯籠のふるさととして最も知られた町のひとつである。唐・宋代より自貢では新年に灯籠をともし、元宵節（旧正月から15日目）前後に、祭りの飾り付けとして灯籠を用いる習慣が次第に形成されていった。年々規模が拡大し、巨大で幻想的で多彩な色使いで、日本でイメージする「灯篭祭り」とは大きく趣を異にする。毎年、異なるテーマで約130組が参加する。自貢市は恐竜化石と塩で有名な都市だが、近年は「南国の灯城」というキャッチフレーズで町おこしに力を入れだした。2008年には北京オリンピックをテーマに、150日間という長期にわたり開催されたが、四川省では20年に1度という悪天候による、記録的な寒さが続き、電力事情が緊迫していたにもかかわらず、自貢市では、1月4日より主要企業への送電を制限し、14日には「大規模停電の緊急措置案」を発動。16日からは予定通り「第14回自貢国際恐竜灯会」を開幕したため、市民からは批判も多くあった。
自貢の飾り灯籠の製作技術は、四川省の第1回無形文化遺産、2008年には第2回国家クラス無形文化遺産に認定され、重点的民俗文化イベントのひとつとして、中国観光局が海外に向けて発信している。歴史的な背景を持った巧妙な構想と繊細な技術は、広く中国全土から海外にまで知られており、旧正月前には多くの製作依頼が舞い込み、自貢現地の飾り灯籠製作を行う職人以外の多くが中国全土に散らばり、飾り灯籠の製作にあたる。さらに、アメリカやオランダなど50カ国からも受注している。